# Marine monténégrine
La marine monténégrine (Monténégrin : Mornarica Vojske Crne Gore) est la branche navale de l'armée du Monténégro. La marine du Monténégro a été créée en 2006 à la suite de la sécession du Monténégro de l'Union étatique de Serbie-et-Monténégro. Presque tout l'équipement de la marine a été hérité des forces armées de la Communauté d'États de Serbie-et-Monténégro. La totalité du littoral de l'ancienne union est monténégrin et elle a conservé pratiquement toute la force navale existante.

## Missions
La marine monténégrine dispose de trois bases navales opérationnelles :
- Base navale de Bar,
- Base navale Pero Ćetković à Bar,
- Base navale Pristan  à Herceg Novi.

Force de dissuasion contre les attaques du Monténégro :
- Préparatifs pour la défense (entraînement, exercice et maintien d'un haut niveau de préparation au combat).
- Coopération en matière de défense

Défense des eaux territoriales :
- Protection de la souveraineté des eaux et de l'espace aérien maritime.
- Défense contre les menaces non conventionnelles contre les forces armées.
- Appui aux forces alliées engagées dans la défense du Monténégro.

## Flotte actuelle
[Quand ?]
| Classe                   | Nombre       | Origine     | Remarques | Photo   |         |         |         |
| Frégate                  | Frégate      | Frégate     | Frégate | Frégate | Frégate | Frégate | Frégate |
| ------------------------ | ------------ | ----------- | --- | ------- | ------- | ------- | ------- |
| Classe Kotor (en)        | 0 en service | Yougoslavie | - P-33 Kotor - P-34 Novi Sad Retiré du service en 2019. Le Monténégro recherche en 2023 des acheteurs pour les navires,. Doivent être remplacés en 2026 par deux OPV 60 M construits en France.                                                    |         |         |         |         |
| Navire d'attaque rapide  |              |             | |         |         |         |         |
| Classe Končar            | 2 en service | Yougoslavie | - P-105 Durmitor - RTOP-406 Ante Banina Les deux doivent être convertis en patrouilleurs. RTOP-405 remis en service en tant que bateau de patrouille P105 Durmitor. Pas de fonds affectés pour la conversion du RTOP-406 en bateau de patrouille,. |         |         |         |         |
| Transport et maintenance |              |             | |         |         |         |         |
| PO-class (en)            | 1 en reserve | Yougoslavie | - PO91; entré en service en 1982 |         |         |         |         |
| Remorqueur               |              |             | |         |         |         |         |
| Remorqueur de sauvetage  | 2 en service | Yougoslavie | - PR-41 (Orada), entré en service en 1988 - LR-77 |         |         |         |         |
| Navire-école             |              |             | |         |         |         |         |
| Jadran                   | 1 en service | Allemagne   | Trois-mâts goélette |         |         |         |         |
| Voilier à moteur         | 2 en service | Yougoslavie | - Bojana - Milena |         |         |         |         |
| Bateau à moteur          |              |             | |         |         |         |         |
| Bateau de plongée        | 2 en service | Yougoslavie | -Ronilačka baraksa 81 -Ronilačka barkasa 85 |         |         |         |         |
| Bateau à moteur Polycat  | 1 en service | Pays-Bas    | |         |         |         |         |
| Bateau à moteur          | 1 en service | Yougoslavie | - ČM 33 |         |         |         |         |
| Canot pneumatique        |              |             | |         |         |         |         |
| Valiant 620PT            | 2 en service | Royaume-Uni | Utilisé par le peloton des Forces spéciales de la marine |         |         |         |         |
| Yacht à moteur           |              |             | |         |         |         |         |
| Jadranka                 | 1 en vente   | Yougoslavie | Yacht VIP |         |         |         |         |
| Bateau-grue              |              |             | |         |         |         |         |
|                          | 1 en service | Yougoslavie | LDI 18 |         |         |         |         |